# Ключ (ієрогліфічний)
Ієрогліфі́чний ключ (кит.: 部首, «заголовок частини») — ієрогліф, який є складовою частиною іншого ієрогліфа і який часто дозволяє пояснити його значення (тобто є семантичним елементом). Ключ є майже в кожному складному ієрогліфі, що пояснюється принципом побудови ієрогліфів з глибокої давнини — складні ієрогліфи утворювались як похідні від певних простіших з додаванням додаткових рисок і ієрогліфів, які уточнювали його значення або вимову (фонетичний ключ). Таким чином один і той же простий ієрогліф є основою для декількох складніших ієрогліфів і, отже, дає змогу їх, у певному сенсі, класифікувати (віднести до одного ключа). Це ще в давнину було покладено в основу таблиць (словників) ієрогліфів.
В деяких випадках виникає ситуація, коли від простого ієрогліфа утворено складніший ієрогліф, а від того ще складніший. Виникає питання — який з перших двох ієрогліфів вважати ключем третього. Саме тому в різні часи різні автори пропонували різні набори ієрогліфів. Зокрема в давнину був поширений набір з 540 ключів (список ключів Шовень Цзєцзи), потім їх кількість поступово була зменшена до 214 знаків (список ключів Кансі, найпоширеніший варіант), зараз також є пропозиція звести набір до 208 знаків.

## Історія
У найбільш ранніх китайських словниках, таких як Ер'я (3-тє століття до н. е.), ієрогліфи були згруповані в широкі семантичні категорії, смислові групи: гори, земля, дерева, води тощо.
Оскільки переважна більшість ієрогліфів є фоно-семантичними сполученнями, що поєднують у собі семантичний компонент з фонетичним, то кожний семантичний компонент, зазвичай, повторюється впродовж певної частини словника.
У 2-му столітті нашої ери, за правління династії Хань, вчений Сюй Шень організував свій Етимологічний словник Шовень цзєцзи, вибравши 540 повторюваних графічних елементів (графем), які він називав bù (部 , "категорії"). Це своєрідний алфавіт елементів, з яких складаються ієрогліфи.
Більшість з них були спільними семантичними компонентами, але були і загальні графічні елементи, такі як крапка або горизонтальна риска. Деякі з них були навіть штучно виведеними групами штрихів, що їх Серрайс назвав "гліфами"(1984, стор. 657), які ніколи до того не існували самостійно. Кожен ієрогліф був вказаний лише під одним елементом, який у вітчизняній китаїстиці називають ключем до цього ієрогліфа. Наприклад, ієрогліфи, які містять 女 nǚ "жінка" або 木 mù "дерево, деревина" згруповані в розділи під цими ключами.
Мей Їнцзюо у своєму словнику Цзи Хуей 1615 року здійснив два нововведення. Він скоротив список ключів до 214 і організував ієрогліфи під кожним з них у порядку зростання кількості додаткових рисок – метод "ключ-і-лічба-рисок" досі застосовується в переважній більшості сучасних китайських словників. Ці нововведення перейняв більш відомий словник Кансі 1716 року. Таким чином, стандартні 214 ключів, введені в Цзи Хуей, зазвичай відомі під назвою ключі Кансі. В словнику Кансі вони мають назву bùshǒu (部首, буквально "заголовок розділу"). Деякі графічно подібні ключі об'єднані в один у багатьох словниках, як, наприклад, 月 yuè "Місяць" і форма 月 (⺼) від 肉 ròu, "м'ясо, плоть".

## Форма і положення всередині ієрогліфів
Ключі можуть з'являтися в будь-якому місці ієрогліфа. Наприклад, ключ 女 розташований з лівого боку символів 姐, 媽, 她, 為 і 姓, але він розміщений знизу в 妾. Однак, існує елемент, який має форму 阝, але позначається як різні ключі в залежності від того, в якому місці ієрогліфа він розташований. Коли він виступає в ролі скороченої форми 邑 yì "місто" (як у 都 dū "метрополіс", також читається як dōu "всі") то цей ключ розташований праворуч, але якщо це скорочена форма ключа 阜 fù "курган, пагорб" (як у 陸 lù "земля"), то ліворуч. Однак, є декілька закономірностей розташування ключів у більшості ієрогліфів, в залежності від їх функції: семантичні компоненти, як правило, розміщені зверху або ліворуч, відповідно фонетичні компоненти, зазвичай, розташовані праворуч або знизу. Але існує і багато винятків з цього правила.
Багато ієрогліфічних компонентів (зокрема, ключі) змінюють свою форму, щоб вписатися в ієрогліф разом з іншими компонентами. Вони можуть бути звужені, укорочені, або можуть мати повністю відмінну форму. Зміна форми, а не просто спотворення, може призвести до зменшення кількості рисок, якими записаний цей компонент. Форма ключа може залежати від його розміщення відносно інших елементів ієрогліфа.
Деякі з найбільш важливих варіантів поєднання форм (окрім 邑 → 阝 і 阜 → 阝про які сказано вище):
- 刀 "ніж" → 刂 при розміщенні праворуч від інших елементів:
  - приклади: 分, 召 ~ 刖
  - контр-приклад: 切
- 人 "людина" → 亻якщо ліворуч:
  - 囚, 仄, 坐 ~ 他
  - контр-приклад: 从
- 心 "серце" → 忄якщо ліворуч:
  - 杺, 您, 恭* ~ 快

(*) 心 іноді перетворюється на ⺗, якщо написаний у нижній частині ієрогліфа.
- 手 "рука" → 扌 якщо ліворуч:
  - 杽, 拏, 掱 ~ 扡
  - контр-приклади: 掰, 拜
- 水 "вода" → 氵якщо ліворуч:
  - 汆, 呇, 沊 ~ 池
  - контр-приклад: 沝
- 火 "вогонь" → 灬 якщо знизу:
  - 伙, 秋, 灱 ~ 黑
  - контр-приклад: 災
- 犬 "собака" → 犭якщо ліворуч:
  - Слова 伏, 状 ~ 狙
  - контр-приклад: 㹜

### Семантичні компоненти
Понад 80% китайських ієрогліфів є фоно-семантичними сполученнями, у яких семантичний компонент дає загальну категорію значення, а фонетичний компонент визначає звучання. Зазвичай, ключ є семантичним компонентом, але бувають і винятки.
Існують численні приклади символів, перелічених у розділі ключів, які є лише штучними виділеннями частини цих ієрогліфів, і деякі з цих частин навіть не є фактичними графічними знаками, які існують незалежно (наприклад,亅jué або juě в 了 liǎo), як пояснив Серрайс (1984), тому він віддає перевагу терміну "гліф", а не "графема" (с. 657). Це ще справедливіше для сучасних словників, які зменшують кількість ключів до менш ніж половини від наявних у Шовень, тож ключів уже не вистачає, щоб покрити семантичні елементи в кожному ієрогліфові. В Далекосхідному китайсько-англійському словнику, наприклад, 一 є лише штучне виділення риски з більшості його суб-елементів, таких як 丁 dīng і 且 qǐe; те саме стосується 乙 yǐ в 九 jiǔ; 亅 jué або juě в 了 liǎo, le; 二 èr в 亞 yà і yǎ; 田 tián в 禺 yù; 豕 shǐ в 象 xiàng "слон", і так далі.

### Фонетичні компоненти
Існують ключі, які відіграють фонетичну а не семантичну роль в ієрогліфах, наприклад, 臼 jiù "ступа" в 舅 jiù "вуйко" (Шовень подає цей елемент під семантичним компонентом 男 nán, "чоловік", але 200 з гаком ключів, які використовуються у сучасних словниках, містять не всі семантичні компоненти, які є у Шовень) і 舊 jiù "сова; старий" (перераховані в Далекосхідному словнику на стор. 1141 під заголовком 臼); 虎 hǔ "тигр" у 虖 hū "кричати"; 鬼 guǐ (в оригіналі "шолом"), тепер "привид", у 魁 kúi, "лідер"; 鹿 lù "олень" у 麓 lù, передгір'я, 麻 má "конопля" у 麼 ma, mó "крихітний"; 黃 huáng "жовтий" у 黌 hóng "школа"; 羽 yǔ "перо" в 翌 yì "наступний"; 齊 qí в 齎 jī  "представити"; 青 qīng у 靖 jìng "мирний", 靚 jìng "оздоблювати; тихий"; і 靜 jìng "тихий", і так далі. У деяких випадках, довільно обрані ключі випадково відіграють смислову роль у символах, перерахованих під ними. Загалом, фонетичні компоненти не визначають точну вимову ієрогліфа, але лише дають натяк на неї. Якщо деякі ієрогліфи точно повторюють вимову їхньої фонетичної складової, то інші беруть лише початковий або кінцевий звук. Зрештою, вимова деяких ієрогліфів може зовсім не відповідати вимові їхньої фонетичної частини, що іноді трапляється з ієрогліфами після того, як вони зазнали спрощення.
| Ієрогліф | Семантична частину | Фонетична частина | піньінь |
| -------- | ------------------ | ----------------- | ------- |
| 池       | 水（氵）           | 也                | chí     |
| 驰       | 马                 | 也                | chí     |
| 弛       | 弓                 | 也                | chí     |
| 施       | 方                 | 也                | shī     |
| 地       | 士                 | 也                | dì (де) |
| 他       | 人 （亻）          | 也                | tā      |
| 她       | 女                 | 也                | tā      |
| 拖       | 手 （扌）          | 也                | tuō     |

Всі 8 ієрогліфів угорі мають 也 як фонетичну частину, однак, як неважко помітити, жоден з них не вимовляється як 也, тобто yě. Цю невідповідність викликало спрощення ієрогліфів 他 і 她, оскільки їхня фонетична компонента була спочатку 它 (піньінь: tā). 拖 також спочатку мала фонетичну компоненту 它 , але взяла лише її початковий звук. Вимови 池, 驰, 弛, 施, 地 відрізняються від 也 як за початковим так і за кінцевим звуками.

### Спрощення ієрогліфів
Спрощення ієрогліфів, запроваджене в КНР та інших країнах, змінило вигляд низки компонентів, зокрема тих, що використовуються як ключі. Це створило низку нових ключів. Наприклад, 食 shí має форму 飠в складі інших традиційних ієрогліфів, але перетворюється на 饣 в спрощених ієрогліфах. Різниця між традиційною та спрощеною версіями того самого ієрогліфа в деяких випадках може полягати в зовнішньому вигляді лише ключа. Одним з прикладів є ієрогліф yín "срібло"; традиційна форма якого має вигляд 銀, тоді як у спрощеній 银 змінився лише вигляд ключа. Іншим прикладом є ієрогліф yǔ "мова"; традиційна форма якого 語, тоді як у спрощеній 语 змінився лише вигляд ключа. Ті самі ієрогліфи (або ієрогліфи, що мають загального предка) перебувають у вжитку не лише в Китаї, але й у Японії. Однак спрощення зі старих, більш складних символів відбулось у цих двох країнах по-різному. Китайське спрощення символів більш ліберальне, зроблене з метою підвищити грамотність за рахунок спрощення знаків. І навпаки, японські спрощення ієрогліфів були більш консервативними, і по суті створили сучасні ієрогліфи, які дуже схожі на своїх реальних прототипів.

## Пошук слів у словнику
Більшість словників використовують ключі для індексування і пошуку ієрогліфів, хоча багато сучасних словників доповнити їх також іншими методами. Згідно з методом "ключ-і-лічба-рисок" Мей Їнцзюо ієрогліфи перераховані за їхніми ключами і потім впорядковані за кількістю рисок, необхідних для їх написання.
Кроки в пошуку ієрогліфа:
1. Виявити ключ, під яким ієрогліф, швидше за все, проіндексований. Якщо він невідомий, то компонент ліворуч або зверху часто є хорошим першим здогадом.
2. Виявити розділ словника, у якому ієрогліфи мають цей ключ.
3. Порахувати кількість рисок у залишковій частині ієрогліфа.
4. Знайти сторінки під тим ключем, що мають таку кількість додаткових рисок.
5. Знайти відповідний запис, а якщо не вдалось, то поекспериментувати з різними варіантами для кроків 1 і 3.

Наприклад, розглянемо ієрогліф 信 xìn, що означає "істина", "віра", "щирість" і "довіра". Його ключ 亻rén "людини" (стисла форма 人) і сім додаткових рисок у залишковій частині (言 yán, "мова"). Спочатку потрібно знайти ключ "людина" в тій частині словника, яка індексує ключі. Різні ключі систематизовані за кількістю рисок, які вони містять. 人 і його стисла версія 亻містять лише дві риски, тож він буде ближче до початку списку. Знайшовши його, починаємо шукати ієрогліфи в порядку збільшення кількості додаткових рисок, поки не досягнемо запису з сімома додатковими рисками. Якщо вибраний ключ збігається з ключем, який вибрав укладач словника (може відрізнятися для складніших ієрогліфів), і якщо читач і укладач порахували риски в той самий спосіб (часто виникає проблема з символами, з якими читач не знайомий), то запис буде в цьому списку, і з'явиться поруч з номером запису або номером сторінки, на якій повне тлумачення цього ієрогліфа можна знайти.
Зазвичай компонент ліворуч або зверху від решти ієрогліфа, або той, що оточує решту ієрогліфа, і є його ключем. Наприклад, 信 зазвичай індексований під лівої бічною складовою 人, а не тією, що праворуч 言; і 套 зазвичай індексований під верхньою 大, а не нижньою 長. Існують, щоправда, особливі відмінності між словниками, і, за винятком простих випадків, той самий характер може бути проіндексованим у різний спосіб у різних словниках.
Для того, щоб надалі полегшити пошук у словнику, деякі словники записують ті самі ключі і під кількістю рисок для запису їхньої канонічної форми, і під кількістю рисок для запису видозміненої форми. Наприклад, 心 може бути вказаний і як чотиририсковий ключ, і як тририсковий, оскільки він зазвичай записується 忄, коли є частиною іншого ієрогліфа. Це означає, що читач такого словника не обов'язково має знати про етимологічну ідентичність цих двох елементів.
Іноді можна знайти один символ, індексований під багатьма ключами. Наприклад, багато словників наводять 義 під 羊 або 戈 (ключ його нижньої частини 我). Крім того, у сучасних цифрових словниках можна шукати ієрогліфи за допомогою перехресного посилання. Це відносно нова розробка, яка стала можливою завдяки розвиткові комп'ютерних технологій. За допомогою цього "багатокомпонентного методу" користувач може вибрати всі компоненти ієрогліфа з таблиці, і комп'ютер представить список відповідних символів. Це виключає необхідність вибору правильного ключа і правильного підрахунку кількості рисок, і в рази скорочує час на пошук. Можна задати ключі 羊 і 戈, і система видасть лише п'ять ієрогліфів, які містять їх обидвох (羢, 義, 儀, 羬 і 羲). База даних структури ієрогліфів 漢字構形資料庫 Академії Сініка також працює за цим принципом, у нашому випадку видаючи 7 ієрогліфів.  Словник китайських ієрогліфів Харбо аналогічно дозволяє здійснювати пошук на основі будь-якого компонента. Деякі сучасні комп'ютерні словники дозволяють користувачеві малювати символи з допомогою миші, стилуса або пальця. Вони можуть розпізнавати неідеальне написання, тим самим усуваючи проблему розпізнавання ключа загалом.

## Приклади

Ключ 女 у знаку 媽.

У складному знаку 媽 (матір, вимов. «ма») є ключем, тобто задає значення, лівий знак 女 (жінка, вимов. «нюй»). Другий знак, що входить до складу ієрогліфа це 馬 (кінь, вимов. «ма»), він задає вимову. Враховуючи те, що в китайській мові поширений чіткий порядок слів (ієрогліфів) у реченні (підмет-присудок, прикметник-іменник), згаданий ієрогліф сприймається як «ма жіноче» (матір), на відміну від «ма», «ма звичайного» (тобто коня).